# Arūnas Visockas
Arūnas Romas Visockas (Kaunas, 7 dicembre 1965) è un ex cestista e allenatore di pallacanestro lituano, fino al 1991 sovietico.

## Carriera
Con la Lituania ha disputato i Giochi olimpici di Barecellona 1992 e i Campionati europei del 1995.

## Palmarès
- Campionato sovietico: 2

Žalgiris Kaunas: 1985-86, 1986-87
- Campionato lituano: 3

Žalgiris Kaunas: 1993-94, 1994-95, 1995-96
- Coppa Intercontinentale: 1

Žalgiris Kaunas: 1986